# スピヴァコフ (小惑星)
スピヴァコフ (5410 Spivakov) は小惑星帯にある小惑星。タマラ・スミルノワがクリミア天体物理天文台で発見した。
ロシアのヴァイオリニストおよび指揮者のウラディーミル・スピヴァコフに因んで名付けられた。